# Trichinochaeta orbitalis
Trichinochaeta orbitalis là một loài ruồi trong họ Tachinidae.